# Darly de Paula
Darly Zogbi de Paula (Ponte Nova, 25 de agosto de 1982) é uma handebolista brasileira, que atua como goleira. 
Conquistou três medalhas de ouro em Jogos Pan-Americanos.

## Trajetória desportiva

### Início no handebol
Inicialmente, a motivação para atuar como goleira foi para "não atrapalhar" as colegas na linha.
Mudou-se para o Rio de Janeiro. Lá, jogou no time Mauá/São Gonçalo, e nos anos de 2000 e 2001 foi campeã da Liga Nacional.
Participou da seleção brasileira no Mundial Júnior, em 2001, e foi escolhida como melhor goleira do campeonato. Isso facilitou sua transferência para a Europa. Jogou no time Murcia, e ficou em terceiro lugar na temporada 2002/2003. Depois, foi jogar no Bera Bera da Espanha, terminando o campeonato em quarto lugar.
Participou do Pan-Americano Júnior em 2002.

### 2003-2012
Nos Jogos Pan-Americanos de 2003, em São Domingos, a seleção brasileira conquistou o ouro. Darly foi titular nesta conquista.
Nos Jogos Olímpicos de Verão de 2004, em Atenas, ficou em sétimo lugar, com a seleção brasileira derrotando a China. Daly foi destaque em jogos decisivos. No jogo contra a Coreia do Sul, ficou oito minutos sem levar nenhum gol.
Nos Jogos Pan-Americanos de 2007, no Rio de Janeiro, foi reserva da seleção brasileira e conquistou a medalha de ouro. Na época, atuava profissionalmente na França, no time HAC Handball.
Nos Jogos Olímpicos de Verão de 2008, em Pequim, a seleção brasileira ficou em sétimo lugar.
Nos Jogos Pan-Americanos de 2011, em Guadalajara, a seleção brasileira conquistou o tetracampeonato, derrotando a Argentina por 33 a 15.
Atuou na França por quatro temporadas. Depois, voltou a jogar na Espanha, e lá foi eleita a melhor goleira da Liga Espanhola de Handebol, em 2012.

### 2019-2023
Em 2019, jogava pelo time Buducnost. Em um jogo contra o Rostov, Darly estava no banco de reservas, e seu time estava atacando sem goleiro. Com o ataque do Rostov, houve uma substituição, Darly entrou em campo, saiu correndo em direção ao gol, e fez uma defesa de costas, num lance considerado por muitos como "impossível".
A jogadora tem contrato com o CS Gloria Bistrița-Năsăud até o verão de 2023.